# Autostrada M6 Toll

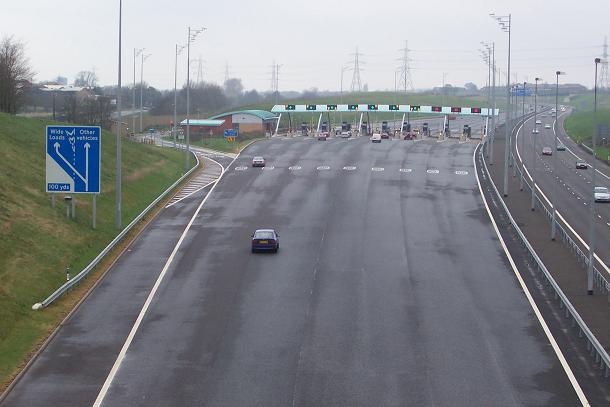
Punkt poboru opłat Great Wyrley

Schemat miejsca obsługi podróżnych Norton Canes

Autostrada M6 Toll (ang. M6 Toll motorway) – pierwsza płatna autostrada w Wielkiej Brytanii, o długości 43 km (27 mil). Droga znajduje się na obszarze hrabstw Warwickshire, West Midlands oraz Staffordshire. 
Autostradę otwarto 9 grudnia 2003, początkowo tylko dla ruchu lokalnego natomiast dla pozostałych kierowców tydzień później. M6 Toll została zbudowana w celu przejęcia ruchu z mocno obciążonej M6, która przebiega przez miasto Birmingham. Na całej trasie znajduje się tylko jedno Miejsce Obsługi Podróżnych, dostępne z obu jezdni autostrady. Zarządcą drogi jest Midland Expressway Ltd.

## Opłaty
W tabeli zawarto jako przykładowe kwoty opłat za przejazd autostradą, obowiązujące od 4 grudnia 2020 roku. 16 lutego 2022 wprowadzono nowe, wyższe stawki opłat.
Wysokość opłat zależy od kategorii pojazdu (podobnie jak w przypadku większości płatnych autostrad w Europie), a także od pory dnia i dni tygodnia. Opłaty pobierane na stacjach poboru opłat zlokalizowanych na łącznicach są niższe od pobieranych na placach poboru na głównych jezdniach.
| Klasa pojazdu  | Dni robocze         | Dni robocze         | Dni robocze                                          | Dni robocze                                          | Dni robocze       | Dni robocze       | Weekend             | Weekend             | Weekend           | Weekend           |
| Klasa pojazdu  | Dzień (07:00–19:00) | Dzień (07:00–19:00) | Godziny poza szczytem (05:00–07:00 oraz 19:00–23:00) | Godziny poza szczytem (05:00–07:00 oraz 19:00–23:00) | Noc (23:00–05:00) | Noc (23:00–05:00) | Dzień (05:00–23:00) | Dzień (05:00–23:00) | Noc (23:00–05:00) | Noc (23:00–05:00) |
| Klasa pojazdu  | Jezdnia główna      | Węzeł               | Jezdnia główna                                       | Węzeł                                                | Jezdnia główna    | Węzeł             | Jezdnia główna      | Węzeł               | Jezdnia główna    | Węzeł             |
| -------------- | ------------------- | ------------------- | ---------------------------------------------------- | ---------------------------------------------------- | ----------------- | ----------------- | ------------------- | ------------------- | ----------------- | ----------------- |
| Klasa 1 ()     | 3,20 £              | 2,20 £              | 3,10 £                                               | 2,10 £                                               | 2,10 £            | 1,50 £            | 3,10 £              | 2,10 £              | 2,10 £            | 1,50 £            |
| Klasa 2 ()     | 6,90 £              | 4,90 £              | 6,70 £                                               | 4,90 £                                               | 4,30 £            | 3,30 £            | 5,90 £              | 4,30 £              | 4,30 £            | 3,30 £            |
| Klasa 3 ()     | 10,30 £             | 7,20 £              | 10,20 £                                              | 7,10 £                                               | 6,80 £            | 4,70 £            | 8,90 £              | 6,80 £              | 6,80 £            | 4,70 £            |
| Klasa 4 ()     | 11,80 £             | 10,60 £             | 11,60 £                                              | 10,40 £                                              | 9,00 £            | 7,70 £            | 10,10 £             | 8,90 £              | 9,00 £            | 7,70 £            |
| Klasa 5+ ( / ) | 12,00 £             | 10,90 £             | 11,90 £                                              | 10,70 £                                              | 9,10 £            | 7,80 £            | 10,30 £             | 9,10 £              | 9,10 £            | 7,80 £            |

## Trasy europejskie
M6 Toll w całości stanowi fragment trasy europejskiej E5, mimo iż E5 nie jest oznakowana na terenie Wielkiej Brytanii.